# Club Atlético San Martín (Tucumán)
|  | Aquest article tracta sobre el club de Tucumán. Vegeu-ne altres significats a «Club Atlético San Martín». |

El Club Atlético San Martín és un club de futbol argentí de la ciutat de San Miguel de Tucumán.

## Història
El club va ser fundat el 2 de novembre de 1909. Després de participar en les competicions locals, ingressà a l'AFA el 1968. Disputà el campionat Nacional argentí entre 1968 i 1985. Posteriorment jugà a la primera divisió les temporades 1988–89, 1991–92 i 2008–09.

## Palmarès

### Torneigs locals i regionals
- Federación Tucumana (20): 
  - 1919, 1923, 1940, 1941, 1943, 1944, 1945, 1947, 1949, 1953, 1954, 1955, 1956, 1966, 1967, 1969, 1970, 1971, 1974, 1976
- Liga Tucumana de Fútbol (7): 
  - 1980, 1981, 1982, 1984, 1985, 1987, 2004
- Campeón Competencia (7): 
  - 1921, 1922, 1936, 1940, 1947, 1948, 1964
- Campeón de Honor (12): 
  - 1922, 1943, 1945, 1946, 1947, 1949, 1950, 1951, 1955, 1965, 1973, 1974.
- Campeón Preparación (1): 
  - 1975
- Torneos Regionales (16): 
  - 1968, 1969, 1970, 1971, 1972, 1973, 1974, 1975, 1976, 1977, 1978, 1979, 1981, 1982, 1983, 1985
- Torneo del Interior (1): 
  - 1988

### Torneigs nacionals
- Primera B Nacional (1): 
  - 2007-08
- Torneo Argentino A (1):
  - Clausura 2006
- Torneo Argentino B (1):
  - 2005
- Torneo Argentino C (1):
  - 1988
- Copa de la República (1): 
  - 1944

### Torneigs amistosos
- Copa Leandro N.Alem (7): 1939, 1942, 1943, 1945, 1946, 1948, 1960
- Copa Miracolo: 1979
- Copa Ángel Pedro Malvicino: 2008

## Jugadors destacats
| - Oscar Ramón Acosta (1992~1993) - Jorge Anchén (2009) - Cristián Canío (2009) - Carlos Chacana (1997~2001) - Armando Dely Valdés - Pablo De Muner (2008~present) - Oscar Fabbiani | - Gustavo Ibáñez - Juan Manuel Llop (1996) - Jorge López - Carlos Morales Santos (2004~2006) - José Noriega - Ricardo Villa (1973) |